# Ford Mondeo
De Ford Mondeo is van oorsprong een middenklasse automodel van de Europese tak van de Amerikaanse autofabrikant Ford. De opeenvolgende generaties zijn dermate gegroeid dat de auto inmiddels dezelfde afmetingen heeft als destijds de Ford Scorpio, die tot de hogere middenklasse wordt gerekend.
De Mondeo werd in maart 1993 op de markt gebracht als opvolger van de Ford Sierra. De naam "Mondeo" werd gekozen omdat de auto bedoeld was als zogenaamde "wereldauto". Daar waar voorheen voor verschillende markten verschillende modellen werden geproduceerd, was het de bedoeling dat de Mondeo wereldwijd verkocht zou worden.
Een internationale classificatie hanteert onder andere volgende indeling:
1. Mk1 (1993–1996)
2. Mk2 (1996–2000)
3. Mk3 (2000–2007)
4. Mk4 (2007–2013)
5. Mk5 (2014-2022)

Andere classificaties tellen 1993-2000 als eenzelfde generatie, wat misschien niet helemaal correct is, maar wel werkbaar.

## Eerste generatie (Mk1; 1993-1996, Modelcode CDW27)

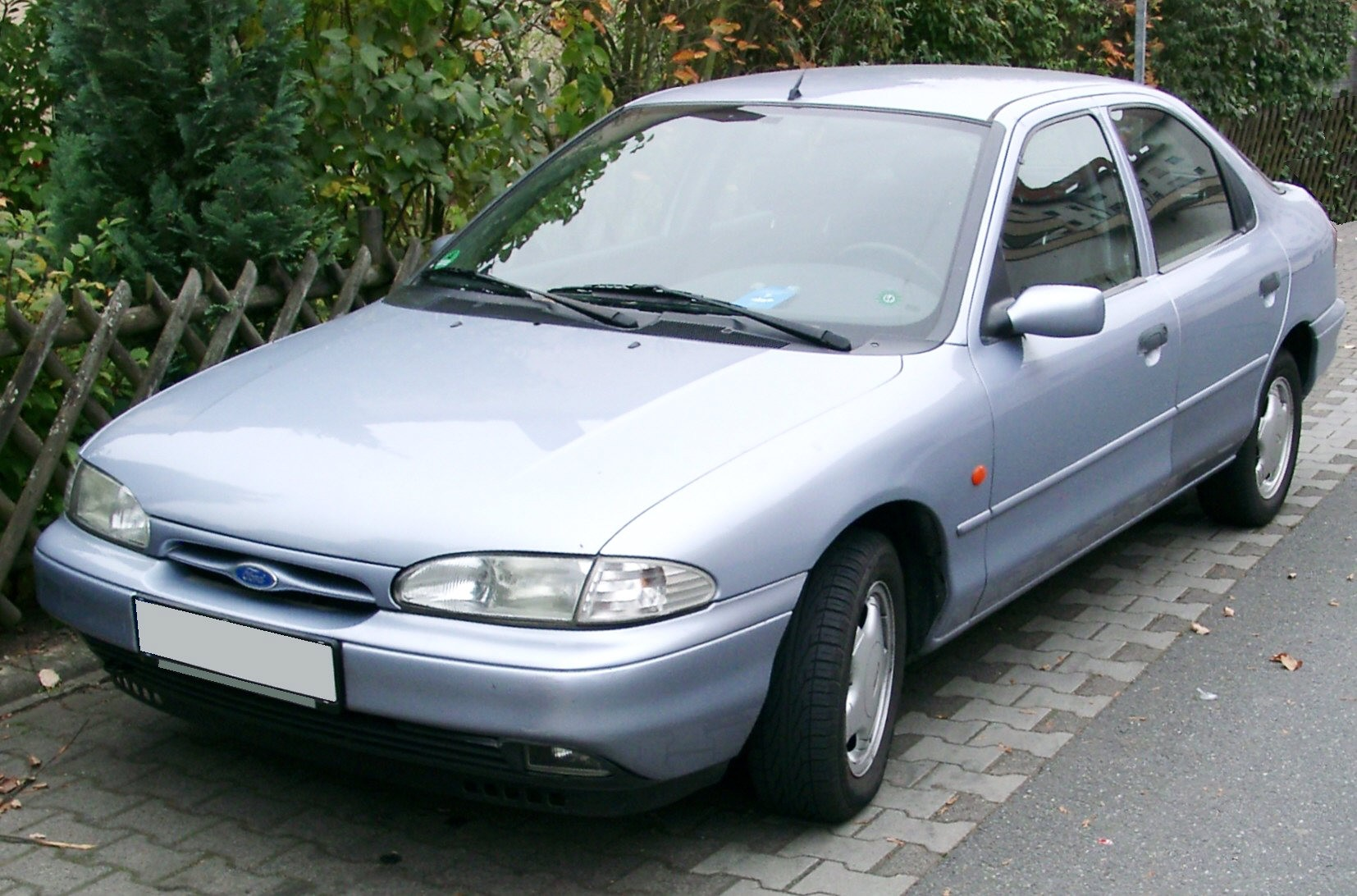
Ford Mondeo (Mk1)

In 1986 begon Ford met de ontwikkeling van de Mondeo en zou rond de 6 miljard US dollar hebben gekost. Het is daarmee een van de duurste ontwikkelde auto's aller tijden. Aangezien Ford Europa flinke verliezen draaide en de Escort MK 5 - die in 1990 werd gepresenteerd maar matig werd ontvangen - moest de opvolger van de Sierra een succes worden. Veel aandacht ging uit naar het ontwerpen van een goed uitgebalanceerd onderstel. Voor het testwerk werd onder andere oud-Formule 1 wereldkampioen Jackie Stewart ingehuurd.
Het eerste model in de serie werd in maart 1993 op de markt gebracht, en won onder meer de Auto van het Jaar (1994) en Zakenauto van het Jaar titels. Het model was verkrijgbaar als vierdeurs sedan, vijfdeurs hatchback en als stationwagon, en werd geproduceerd in de Ford fabriek in het Belgische Genk.
De eerste generatie Mondeo loste wereldwijd de volgende modellen af:
- Europa: Ford Sierra
- Azië: Ford Telstar
- Noord-Amerika: Ford Tempo en Mercury Topaz

In Noord-Amerika werd de Mondeo verkocht als Ford Contour en Mercury Mystique. De "wereldauto"-gedachte werd ten dele waargemaakt. De Noord-Amerikaanse versies van de Mondeo hadden weliswaar duidelijke overeenkomsten met de Europese versie, maar er waren ook grote verschillen tussen de modellen voor de verschillende continenten.
In tegenstelling tot de Ford Sierra had de Mondeo voorwielaandrijving. Dit was het eerste Ford model in deze klasse met deze aandrijvingsvorm.
Van de eerste serie Mondeo's zijn er 1,3 miljoen gebouwd.
In Nederland was de auto populair bij zakelijke rijders. De importeur rekende geen meerprijs voor de Wagon uitvoering. Men had voor de prijs van de sedan/hatchback een Mondeo Wagon voor de deur staan.

### Motoren
Gegevens van de basismodellen:
Benzine
| Mondeo Hatchback | Mondeo Hatchback | Mondeo Hatchback | Mondeo Hatchback | Mondeo Hatchback | Mondeo Hatchback | Mondeo Hatchback                         | Mondeo Hatchback | Mondeo Hatchback | Mondeo Hatchback |
| Type             | Motor            | Motor            | Motor            | Vermogen         | Koppel           | Transmissie                              | 0–100 km/h       | Topsnelheid      | Jaartal          |
| Type             | Inhoud           | Cilinders        | Kleppen          | Vermogen         | Koppel           | Transmissie                              | 0–100 km/h       | Topsnelheid      | Jaartal          |
| ---------------- | ---------------- | ---------------- | ---------------- | ---------------- | ---------------- | ---------------------------------------- | ---------------- | ---------------- | ---------------- |
| 1.6i             | 1.597 cm³        | 4-in-lijn        | 16V              | 90 pk            | 135 Nm           | handgeschakelde 5-bak                    | 13,5 s           | 180 km/h         | 1993 - 1996      |
| 1.8i             | 1.796 cm³        | 4-in-lijn        | 16V              | 116 pk           | 153 Nm           | handgeschakelde 5-bak / 4-traps automaat | 11,0 / 13,8 s    | 195 / 179 km/h   | 1993 - 1996      |
| 2.0i             | 1.988 cm³        | 4-in-lijn        | 16V              | 136 pk           | 175 Nm           | handgeschakelde 5-bak / 4-traps automaat | 9,6 / 11,9 s     | 204 / 194 km/h   | 1993 - 1996      |
| 2.5 V6           | 1.980 cm³        | V6               | 24V              | 170pk            | 220 Nm           | handgeschakelde 5-bak / 4-traps automaat | 8,6 / 10,4 s     | 225 / 210 km/h   | 1994 - 1996      |

| Mondeo Sedan | Mondeo Sedan | Mondeo Sedan | Mondeo Sedan | Mondeo Sedan | Mondeo Sedan | Mondeo Sedan                             | Mondeo Sedan  | Mondeo Sedan   | Mondeo Sedan |
| Type         | Motor        | Motor        | Motor        | Vermogen     | Koppel       | Transmissie                              | 0–100 km/h    | Topsnelheid    | Jaartal      |
| Type         | Inhoud       | Cilinders    | Kleppen      | Vermogen     | Koppel       | Transmissie                              | 0–100 km/h    | Topsnelheid    | Jaartal      |
| ------------ | ------------ | ------------ | ------------ | ------------ | ------------ | ---------------------------------------- | ------------- | -------------- | ------------ |
| 1.6i         | 1.597 cm³    | 4-in-lijn    | 16V          | 90 pk        | 135 Nm       | handgeschakelde 5-bak                    | 13,5 s        | 180 km/h       | 1993 - 1996  |
| 1.8i         | 1.796 cm³    | 4-in-lijn    | 16V          | 116 pk       | 153 Nm       | handgeschakelde 5-bak / 4-traps automaat | 11,0 / 13,8 s | 195 / 179 km/h | 1993 - 1996  |
| 2.0i         | 1.988 cm³    | 4-in-lijn    | 16V          | 136 pk       | 175 Nm       | handgeschakelde 5-bak / 4-traps automaat | 9,6 / 11,9 s  | 204 / 194 km/h | 1993 - 1996  |
| 2.5 V6       | 1.980 cm³    | V6           | 24V          | 170pk        | 220 Nm       | handgeschakelde 5-bak / 4-traps automaat | 8,6 / 10,4 s  | 225 / 210 km/h | 1994 - 1996  |

| Mondeo Wagon | Mondeo Wagon | Mondeo Wagon | Mondeo Wagon | Mondeo Wagon | Mondeo Wagon | Mondeo Wagon                             | Mondeo Wagon  | Mondeo Wagon   | Mondeo Wagon |
| Type         | Motor        | Motor        | Motor        | Vermogen     | Koppel       | Transmissie                              | 0–100 km/h    | Topsnelheid    | Jaartal      |
| Type         | Inhoud       | Cilinders    | Kleppen      | Vermogen     | Koppel       | Transmissie                              | 0–100 km/h    | Topsnelheid    | Jaartal      |
| ------------ | ------------ | ------------ | ------------ | ------------ | ------------ | ---------------------------------------- | ------------- | -------------- | ------------ |
| 1.6i         | 1.597 cm³    | 4-in-lijn    | 16V          | 90 pk        | 135 Nm       | handgeschakelde 5-bak                    | 13,5 s        | 175 km/h       | 1993 - 1996  |
| 1.8i         | 1.796 cm³    | 4-in-lijn    | 16V          | 116 pk       | 153 Nm       | handgeschakelde 5-bak / 4-traps automaat | 11,4 / 13,9 s | 190 / 174 km/h | 1993 - 1996  |
| 2.0i         | 1.988 cm³    | 4-in-lijn    | 16V          | 136 pk       | 175 Nm       | handgeschakelde 5-bak / 4-traps automaat | 9,9 / 12,1 s  | 199 / 189 km/h | 1993 - 1996  |
| 2.0i 4x4     | 1.988 cm³    | 4-in-lijn    | 16V          | 136 pk       | 175 Nm       | handgeschakelde 5-bak                    | 10,4 s        | 198 km/h       | 1996 - 1996  |
| 2.5 V6       | 1.980 cm³    | V6           | 24V          | 170pk        | 220 Nm       | handgeschakelde 5-bak / 4-traps automaat | 8,7 / 10,7 s  | 215 / 200 km/h | 1994 - 1996  |

Diesel
| Mondeo Hatchback | Mondeo Hatchback | Mondeo Hatchback | Mondeo Hatchback | Mondeo Hatchback | Mondeo Hatchback | Mondeo Hatchback      | Mondeo Hatchback | Mondeo Hatchback | Mondeo Hatchback |
| Type             | Motor            | Motor            | Motor            | Vermogen         | Koppel           | Transmissie           | 0–100 km/h       | Topsnelheid      | Jaartal          |
| Type             | Inhoud           | Cilinders        | Kleppen          | Vermogen         | Koppel           | Transmissie           | 0–100 km/h       | Topsnelheid      | Jaartal          |
| ---------------- | ---------------- | ---------------- | ---------------- | ---------------- | ---------------- | --------------------- | ---------------- | ---------------- | ---------------- |
| 1.8 TD           | 1.753 cm³        | 4-in-lijn        | 8V               | 90 pk            | 178 Nm           | handgeschakelde 5-bak | 13,4 s           | 183 km/h         | 1993 - 1996      |

| Mondeo Sedan | Mondeo Sedan | Mondeo Sedan | Mondeo Sedan | Mondeo Sedan | Mondeo Sedan | Mondeo Sedan          | Mondeo Sedan | Mondeo Sedan | Mondeo Sedan |
| Type         | Motor        | Motor        | Motor        | Vermogen     | Koppel       | Transmissie           | 0–100 km/h   | Topsnelheid  | Jaartal      |
| Type         | Inhoud       | Cilinders    | Kleppen      | Vermogen     | Koppel       | Transmissie           | 0–100 km/h   | Topsnelheid  | Jaartal      |
| ------------ | ------------ | ------------ | ------------ | ------------ | ------------ | --------------------- | ------------ | ------------ | ------------ |
| 1.8 TD       | 1.753 cm³    | 4-in-lijn    | 8V           | 90 pk        | 178 Nm       | handgeschakelde 5-bak | 13,4 s       | 183 km/h     | 1993 - 1996  |

| Mondeo Wagon | Mondeo Wagon | Mondeo Wagon | Mondeo Wagon | Mondeo Wagon | Mondeo Wagon | Mondeo Wagon          | Mondeo Wagon | Mondeo Wagon | Mondeo Wagon |
| Type         | Motor        | Motor        | Motor        | Vermogen     | Koppel       | Transmissie           | 0–100 km/h   | Topsnelheid  | Jaartal      |
| Type         | Inhoud       | Cilinders    | Kleppen      | Vermogen     | Koppel       | Transmissie           | 0–100 km/h   | Topsnelheid  | Jaartal      |
| ------------ | ------------ | ------------ | ------------ | ------------ | ------------ | --------------------- | ------------ | ------------ | ------------ |
| 1.8 TD       | 1.753 cm³    | 4-in-lijn    | 8V           | 90 pk        | 178 Nm       | handgeschakelde 5-bak | 13,8 s       | 176 km/h     | 1993 - 1996  |

## Eerste generatie, facelift-model (Mk2; 1996-2000, Modelcode CD162)

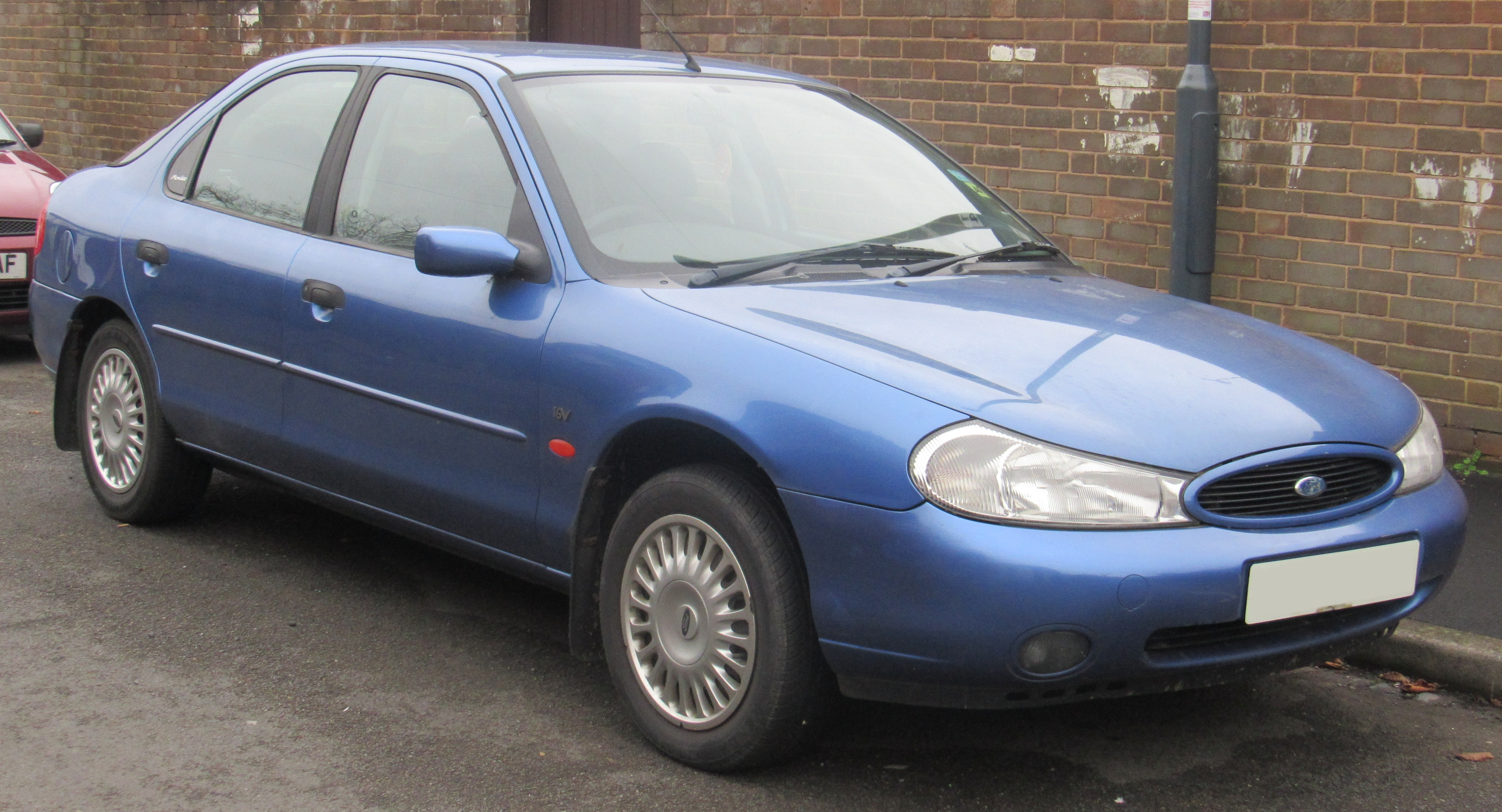
Ford Mondeo (Mk2)

Eind 1996 kreeg het model een facelift. Het front en de achterzijde werden volledig gewijzigd. Verder werden enkele punten van kritiek op de eerste serie aangepakt, zoals:
- geringe lichtopbrengst van de koplampen; dit punt werd verbeterd door het plaatsen van grotere units
- geringe beenruimte voor de achterpassagiers; dit punt werd verbeterd door het plaatsen van voorstoelen met een holle rugleuning

Deze versie wordt soms als de tweede generatie beschouwd; ten onrechte want officieel betrof het hier niets meer dan een facelift van de eerste generatie. Ten gevolge van deze verwarring wordt de officiële tweede generatie soms derde generatie genoemd, en de in 2007 geïntroduceerde versie de vierde generatie.
Van het tweede generatie model zijn 1,2 miljoen stuks gebouwd.

### Uitvoeringen
In deze sectie worden op hoofdlijnen de verschillende uitvoeringsvarianten van de eerste generatie Mondeo beschreven voor Nederland. Per land kunnen de exacte opties en uitvoeringen verschillen.

#### Mirage (1994 - 1995)
De Mirage werd in 1994 geïntroduceerd als instapmodel, onder het bestaande basisniveau CLX. De Mirage was alleen in de lichtste motorversies (zowel diesel als benzine) leverbaar. Deze uitvoering was nogal spaarzaam uitgerust en het aantal leverbare opties was beperkt. Zo ontbraken bijvoorbeeld centrale vergrendeling en zelfs een toerenteller. Bij deze uitvoering was airconditioning niet leverbaar als optie.

#### CLX (1993 - 1996)
Vanaf introductie was de CLX het instapmodel van de Mondeo. Deze uitvoering bevatte wel centrale vergrendeling en een toerenteller. Airconditioning was leverbaar als optie.

#### GLX (1993 - 1995)
De GLX uitvoering kenmerkte zich door toevoeging van een aantal luxe-opties boven op het CLX uitrustingsniveau. Zo waren elektrische ramen voor, armsteunen, elektrische en verwarmbare buitenspiegels en een schuif/kanteldak standaard. In 1995 werd de GLX afgelost door de Business Edition.

#### Business Edition (1995 - 1996)
De Business Edition werd in 1995 geïntroduceerd als opvolger van de GLX. Het schuif/kanteldak ontbrak. Hiervoor in de plaats werden mistlampen gemonteerd. Verder was de uitrusting vergelijkbaar met de GLX. Wel had deze standaard een handmatige airco.

#### GT (1994 - 1995)
De GT was de sportversie binnen de Mondeo-serie. Qua uitrusting vergelijkbaar met de GLX, echter het schuif/kanteldak ontbrak. De GT was voorzien van sportstoelen en een met leer bekleed stuurwiel en een sterkere motor.

#### Ghia (1993 - 2000)
Het top-model werd gevormd door de Ghia, met luxe-opties als kaartleeslampjes, verlichte spiegels in de zonnekleppen, airconditioning, elektrische ramen achter, mistlampen en koplampsproeiers.

## Derde generatie (Mk3; 2000-2007 Modelcode CD132)

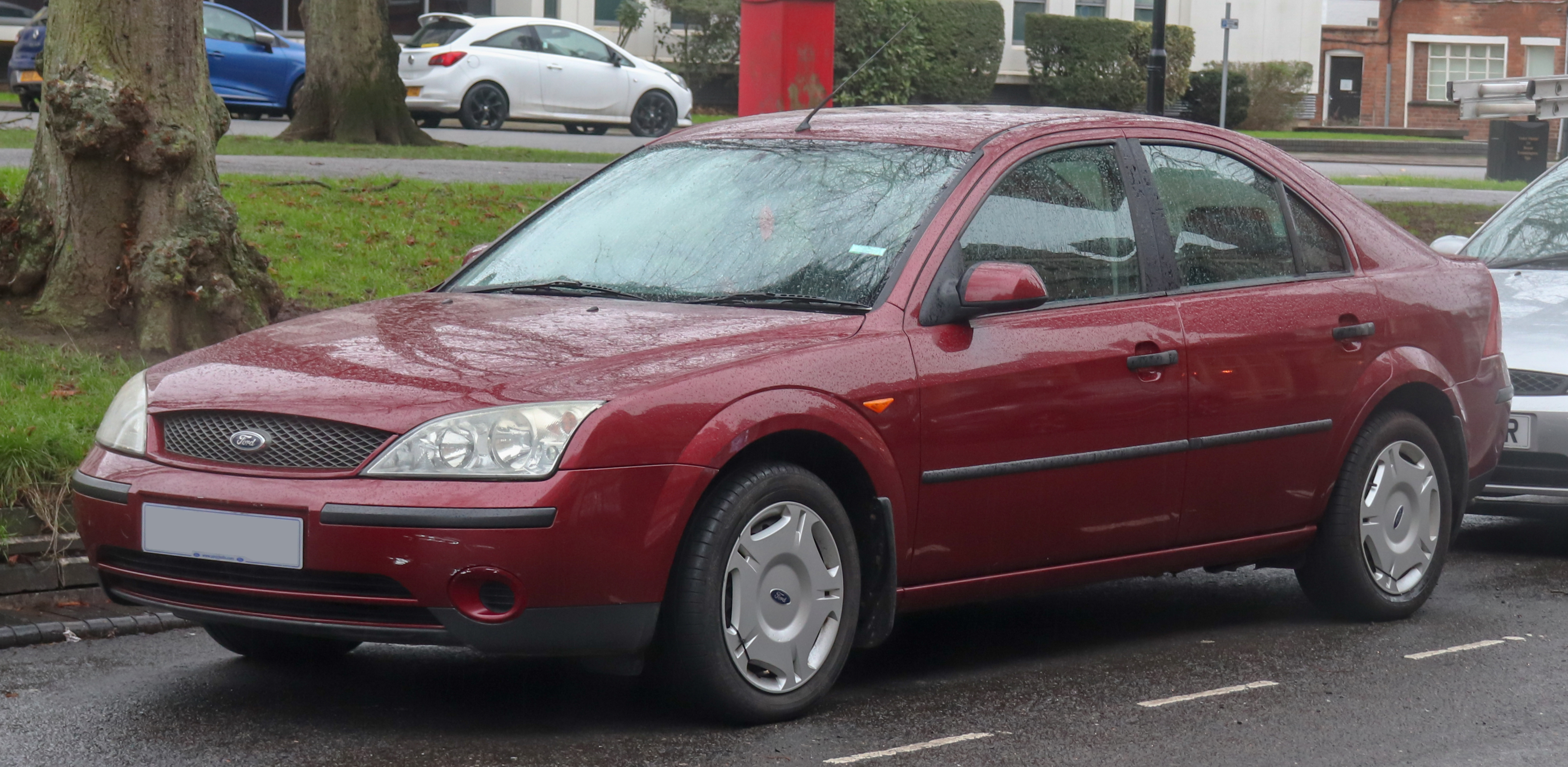
Ford Mondeo (Mk3)

In 2000 werd de complete auto herzien. Zowel comfort/wegligging als binnenruimte werden verbeterd. De auto werd groter om naast de eerste generatie Mondeo, ook de Ford Scorpio te kunnen vervangen waarvan de productie was gestaakt. De auto was gebouwd op het CDW27-platform. Het gamma dieselmotoren werd compleet vernieuwd; daar waar de vorige generaties slechts één dieselmotor beschikbaar was, verscheen er een compleet nieuwe Duratorq reeks, met een cilinderinhoud van 2 resp 2,2 liter. Dit waren allemaal Ford motoren, in tegenstelling tot de volgende generatie die PSA dieselmotoren gebruikte.
De tweede generatie Mondeo werd in 2005 gefacelift. De Mondeo kreeg een wat modernere uitstraling door onder andere een nieuwe grille, andere mistlampen en andere achterlichten (helderder glas). Het interieur werd in de duurdere uitvoering onder andere voorzien van meer chromen accenten. Daarnaast werd het dashboard uit hoogwaardiger aanvoelende materialen opgebouwd. Andere nieuwtjes waren onder andere elektrisch inklapbare buitenspiegels, instapverlichting in diezelfde spiegels en een follow-me-home-functie op de verlichting.
Om de verkopen te stimuleren werd in afwachting van de derde generatie in 2005 de Platinum uitvoering geïntroduceerd. De Platinum was vanaf 27.000,- euro leverbaar. Deze had onder andere halflederen bekleding, navigatiesysteem, parkeersensor achter, 17"-lichtmetalen, elektrisch verstelbare en verwarmbare voorstoelen.
Van de tweede generatie zijn in totaal 1,4 miljoen exemplaren gebouwd.

### Motoren

#### Benzine
| Motor         | Cilinders | Kleppen | Vermogen [kW] | Vermogen [pk] | Max. koppel [Nm] | Versnellingsbak        | Opmerkingen |
| ------------- | --------- | ------- | ------------- | ------------- | ---------------- | ---------------------- | ----------- |
| 1,6 liter     | 4         | 16      |               | 90            | 140              | 5-traps handgeschakeld |             |
| 1,8 liter     | 4         | 16      |               | 110           | 165              | 5-traps handgeschakeld |             |
| 1,8 liter     | 4         | 16      |               | 125           | 170              | 5-traps handgeschakeld |             |
| 1,8 liter SCI | 4         | 16      |               | 130           | 175              | 6-traps handgeschakeld |             |
| 2,0 liter     | 4         | 16      |               | 145           | 190              | 5-traps handgeschakeld |             |
| 2,5 liter V6  | 6         | 24      |               | 170           | 220              | 6-traps handgeschakeld |             |
| 3,0 liter V6  | 6         | 24      |               | 204           | 280              | 6-traps handgeschakeld |             |
| 3,0 liter V6  | 6         | 24      |               | 226           | 285              | 6-traps handgeschakeld |             |

#### Diesel
| Motor          | Cilinders | Kleppen | Vermogen [kW] | Vermogen [pk] | Max. koppel [Nm] | Versnellingsbak                           | Opmerkingen                                                          |
| -------------- | --------- | ------- | ------------- | ------------- | ---------------- | ----------------------------------------- | -------------------------------------------------------------------- |
| 2,0 liter TDDI | 4         | 16      | 66            | 90            | 245              | 5-traps handgeschakeld                    |                                                                      |
| 2,0 liter TDDI | 4         | 16      | 85            | 115           | 280/310*         | 5-traps handgeschakeld                    | Variabele turbo, tot augustus 2002                                   |
| 2,0 liter TDCI | 4         | 16      | 85            | 115           | 285              | 5-6 traps handgeschakeld/5-traps automaat | common rail, vanaf augustus 2002, variabele turbo enkel bij automaat |
| 2,0 liter TDCI | 4         | 16      | 96            | 130           | 330/350*         | 5-6 traps handgeschakeld/5-traps automaat | Variabele turbo, common rail                                         |
| 2,2 liter TDCI | 4         | 16      | 114           | 155           | 360/400*         | 6-traps handgeschakeld                    | Variabele turbo, common rail                                         |

*=kortstondige overboost door turbocompressor

## Vierde generatie (Mk4; 2006-2014, Modelcode CD345)

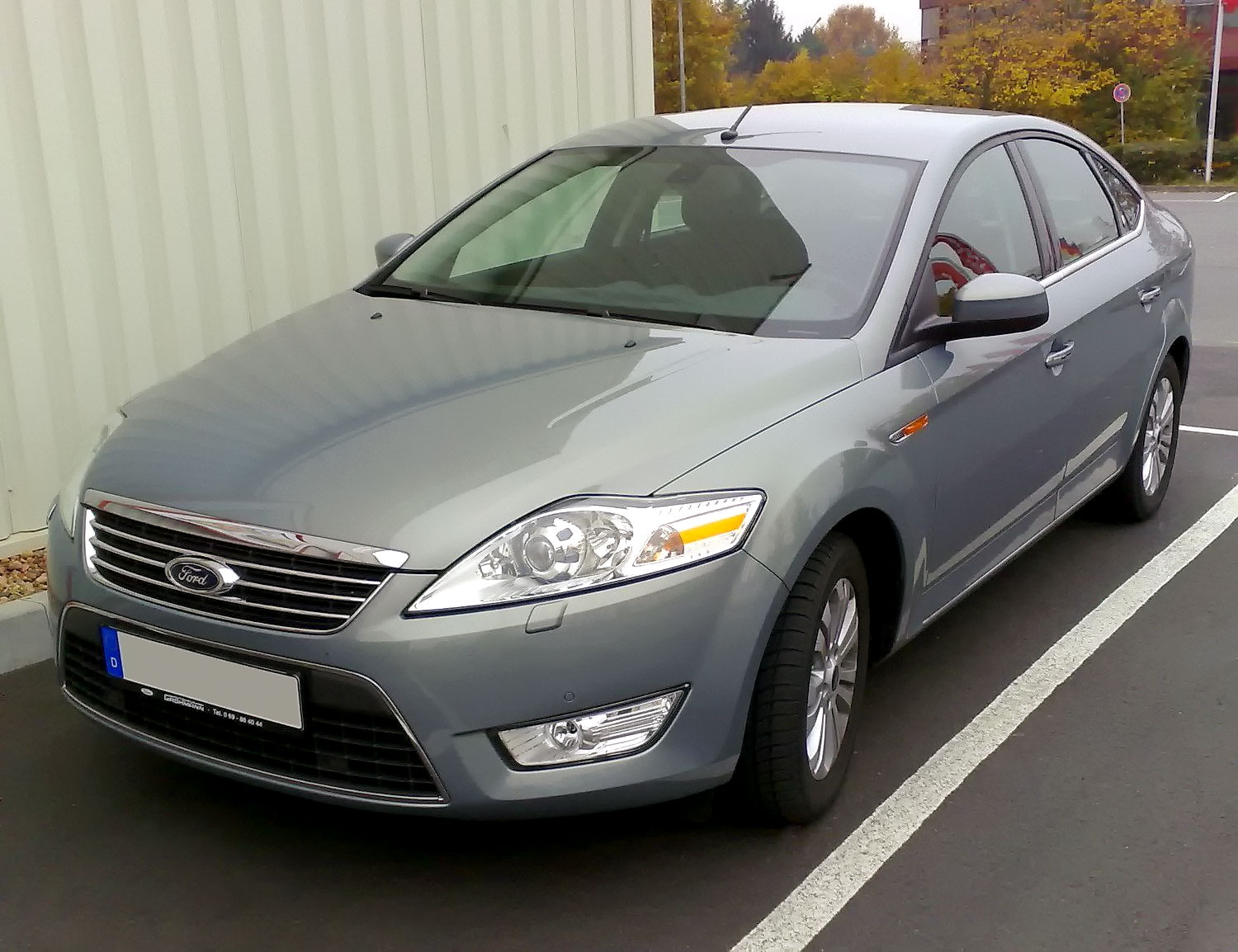
Ford Mondeo (Mk4)

De vierde generatie Mondeo is in juni 2007 geïntroduceerd. Het nieuwe model werd vormgegeven volgens de nieuwe kinetic design filosofie van Ford, die beweging, dynamiek, en stijl tot uiting zou brengen. Eerder werden al de Ford S-MAX en Ford Galaxy ontworpen volgens deze filosofie. Het model was vanaf introductie verkrijgbaar als vierdeurs sedan, vijfdeurs hatchback en als stationwagon, en wordt geproduceerd in de Ford-fabriek in Genk (België). De auto is gebouwd op het EUCD-platform, wat een verlengd C1-platform is.
De vierde generatie Mondeo is afgeleid van de conceptauto Iosis – die in 2005 voor het eerst te zien was op de autotentoonstelling van Frankfurt. Ten opzichte van de tweede generatie is deze versie weer groter geworden. De afmetingen zijn nu gelijk aan het voormalige topmodel Ford Scorpio, dat voorheen boven de Mondeo gepositioneerd was tot in 1998 de productie ervan werd beëindigd wegens tegenvallende verkoopcijfers.
De vierde generatie Mondeo wordt vrijwel wereldwijd verkocht. Behalve in Europa is het model ook verkrijgbaar in landen als Rusland, Australië, Nieuw-Zeeland, China en Japan. Er zijn vooralsnog geen plannen het model in de Verenigde Staten op de markt te brengen. Daar zou de Mondeo een directe concurrent worden van de Amerikaanse Ford Fusion.
Op 26 september 2007 werd bekend dat de derde generatie de maximale score (5 sterren) haalt voor inzittendenbescherming in de Euro NCAP crashtests.
De derde generatie kent de volgende modeljaren:
- Modeljaar 2007.5 (productie februari 2007 tot en met augustus 2007)
- Modeljaar 2008 (productie september 2007 tot en met februari 2008)
- Modeljaar 2008.5 (vanaf productie maart 2008)

### Uitvoeringen
In deze sectie worden op hoofdlijnen de verschillende uitvoeringsvarianten van de derde generatie Mondeo beschreven voor Nederland en België beschreven. Per land kunnen de exacte opties en uitvoeringen verschillen.

#### Trend (modeljaren 2007.5, 2008 en 2008.5)
De Trend is het basis-uitrustingsniveau voor Nederland en België. Vergeleken met andere auto's in deze klasse is de Trend omvangrijk uitgerust. Zo beschikt deze uitvoering over Elektronisch Stabiliteit Programma (ESP), Dual Zone automatische airconditioning, radio/cd-speler met bediening stuurkolom, boordcomputer, centrale vergrendeling met afstandsbediening, elektrisch verstelbare en verwarmbare buitenspiegels, elektrisch bedienbare voor- en achterportierramen, en mistlampen vóór.
In Nederland beschikt de Trend daarnaast nog over cruisecontrol, dakrailing voor de wagon en een gekoeld dashboardkastje. In België daarentegen beschikt de Trend additioneel nog over een BlueTooth en Voice Control pakket.

#### Econetic (België, modeljaar 2008.5)
De Econetic is een extra milieuvriendelijke uitvoering. Het betreft hier een Trend met als extra's cruisecontrol, een spoiler op de hatchback, sportophanging en een speciale grille. Dit alles om de luchtweerstand te verkleinen. De Econetic is verkrijgbaar in België met de 1.8 TDCi motor met 5 versnellingsbak, of met een 2.0 Duratorq motor met 6 versnellingsbak.

#### Ghia (modeljaren 2007.5, 2008 en 2008.5)
De Ghia uitvoering is de luxueus-klassieke variant van de Mondeo. Ten opzichte van de Trend biedt deze versie extra's als 16" lichtmetalen velgen, ruitenwissers met regensensor, voorruitverwarming, automatisch inschakelende dimlichten, chroom afwerking aan de buitenzijde, cruisecontrol en houtafwerking in het interieur.
De kleur van de houtafwerking in het interieur van de Ghia is een aantal malen gewijzigd. De pre-productie exemplaren hadden een lichtbruine afwerking. De eerste productie exemplaren hadden echt een donkerdere variant. Vanaf modeljaar 2008 is de houtafwerking wederom gewijzigd naar donkerbruin.

#### Titanium (Nederland) / Titanium Blue (België) (modeljaren 2007.5, 2008 en 2008.5)
De Titanium (Blue) uitvoering is de luxueus-sportieve variant van de Mondeo. Ten opzichte van de Trend biedt deze versie extra's als 16" lichtmetalen velgen, digitaal kleurenscherm in het klokkencluster, sportstoelen voor, voorruitverwarming, blauw getinte ramen, chroom afwerking aan de buitenzijde en aluminium afwerking in het interieur.

#### Titanium S (2.2 TDCi, alleen België, modeljaar 2008.5)
De Titanium S is een extra sportieve uitvoering, die alleen verkrijgbaar is met de 2.2 liter Duratorq TDCi motor. Als extra's op de Titanium Blue biedt deze uitvoering 18" lichtmetalen velgen, een sportief Styling Pack, half lederen bekleding met rode stiksels en zwarte pianolak afwerking in het interieur.
De Titanium S is in Nederland niet leverbaar als afzonderlijke uitvoering. Wel is er een S-Pack leverbaar op de 2.2 liter Duratorq TDCi en 2.5 liter Duratec HE Turbo motoren.

### Belangrijkste optiepakketten
In deze sectie worden op hoofdlijnen de belangrijkste optiepakketten van de derde generatie Mondeo beschreven voor Nederland en België. Per land kunnen de exacte opties en uitvoeringen verschillen.

#### First Edition Pack (Trend, alleen België, modeljaren 2007.5, 2008 en 2008.5)
Het Belgische First Edition Pack was beschikbaar voor de Trend, en bevatte tegen gereduceerde prijs opties als 16" lichtmetalen velgen, automatisch inschakelende dimlichten, ruitenwissers met regensensor, voorruitverwarming, zonwerende voorruit, parkeersensoren voor en achter en verwarmbare voorstoelen.

#### Launch Pack (Ghia en Titanium, alleen Nederland, modeljaren 2007.5 en 2008)
Het Nederlandse Launch Pack was beschikbaar voor de Ghia en Titanium, en bevat voor 2.000 euro de opties opties dvd navigatiesysteem met 7" touchscreen, parkeersensoren voor en achter, en elektrisch inklapbare buitenspiegels (alleen Titanium) of Privacy Glass (alleen Ghia).
Het Launch Pack is vanaf modeljaar 2008.5 opgevolgd door het Business Pack. Hierbij is de samenstelling aangepast, omdat door de aanwezigheid van inklapbare buitenspiegels geen combinatie mogelijk was met voorstoelen met geheugen op de Titanium, en omdat het Privacy Glass verplicht was op de Ghia terwijl niet iedere koper dit wilde hebben.

#### Business Pack (Ghia en Titanium, alleen Nederland, modeljaar 2008.5)
Het Nederlandse Business Pack is beschikbaar voor de Ghia en Titanium, en bevat voor 2.000 euro de opties opties dvd navigatiesysteem met 7" touchscreen, parkeersensoren voor en achter, en BlueTooth/Voice Control. Hoewel de prijs hetzelfde gebleven is als die van het Launch Pack, is de waarde van de afzonderlijke opties in dit pakket hoger dan bij het Launch Pack. Voor EUR 500 extra kan het Business Pack uitgebreid worden met een cd-wisselaar.

#### X-Pack (Ghia en Titanium, modeljaren 2007.5, 2008 en 2008.5)
Het X-Pack is beschikbaar in zowel Nederland als België, en biedt tegen gereduceerde prijs opties als 17" lichtmetalen velgen, lederen bekleding (Ghia) of Alcantara/lederen bekleding (Titanium), verwarmbare voorstoelen en start knop.
Het X-Pack Ghia beschikt daarnaast nog over elektrisch inklapbare buitenspiegels en een geheugenfunctie voor de buitenspiegels en de bestuurdersstoel. In België is het X-Pack Ghia bovendien nog voorzien van parkeersensoren voor en achter, Sony Radio/cd/mp3-speler met bediening stuurkolom en zonwerende voorruit.
Het X-Pack Titanium beschikt over adaptieve koplampen met statische bochtverlichting. In België is het X-Pack Titanium bovendien nog voorzien van extra's als Sony Radio/cd/mp3-speler met bediening stuurkolom, elektrisch inklapbare buitenspiegels en elektrisch verstelbare bestuurdersstoel.

#### S-Pack (Titanium 2.5T en 2.2 TDCi, alleen Nederland, modeljaar 2008.5)
Het S-Pack is in Nederland beschikbaar op de Titanium uitvoering in de zwaarste motorversies. Het biedt voor EUR 2.215 sportieve extra's als een sportief Styling Pack, 18" lichtmetalen velgen, sportonderstel, Bi-Xenon koplampen, aluminium sportpedalen, Alcantara/lederen bekleding met rode stiksels en zwarte pianolak afwerking in het interieur.
In België staat het S-Pack niet als afzonderlijk pakket in de prijslijst, maar is er wel een Titanium S uitvoering die alleen met de 2.2 liter Duratorq TDCi motor te bestellen is. De Titanium S ontbeert zaken als Alcantara bekleding, Bi-Xenon koplampen, sportonderstel en sportpedalen. Een aantal van deze opties is echter leverbaar als Titanium S Upgrade Pack.

### Motoren

#### Benzine
| Motor                        | Cilinders | Kleppen | Vermogen [kW] | Vermogen [pk] | Max. koppel [Nm] | Versnellingsbak        | Opmerkingen                                                               |
| ---------------------------- | --------- | ------- | ------------- | ------------- | ---------------- | ---------------------- | ------------------------------------------------------------------------- |
| 1,6 liter Duratec 16V Ti-VCT | 4         | 16      | 81            | 110           | 160              | 5-traps handgeschakeld | NL en BE: niet leverbaar                                                  |
| 1,6 liter Duratec 16V Ti-VCT | 4         | 16      | 92            | 125           | 160              | 5-traps handgeschakeld | BE: niet leverbaar                                                        |
| 2,0 liter Duratec HE         | 4         | 16      | 107           | 145           | 185              | 5-traps handgeschakeld |                                                                           |
| 2,3 liter Duratec HE         | 4         | 16      | 118           | 161           | 208              | 6-traps automatisch    | NL: leverbaar vanaf modeljaar 2008 - BE: leverbaar vanaf modeljaar 2008.5 |
| 2,5 liter Duratec HE Turbo   | 5         | 20      | 162           | 220           | 320              | 6-traps handgeschakeld |                                                                           |

#### Diesel
| Motor                   | Cilinders | Kleppen | Vermogen [kW] | Vermogen [pk] | Max. koppel [Nm] | Versnellingsbak        | Opmerkingen                                                         |
| ----------------------- | --------- | ------- | ------------- | ------------- | ---------------- | ---------------------- | ------------------------------------------------------------------- |
| 1,8 liter Duratorq TDCi | 4         | 8       | 74            | 100           | 280 / 295*       | 5-traps handgeschakeld | NL en BE: niet leverbaar                                            |
| 1,8 liter Duratorq TDCi | 4         | 8       | 92            | 125           | 320 / 340*       | 5-traps handgeschakeld | NL: niet leverbaar. BE: leverbaar vanaf modeljaar 2008.5 (Econetic) |
| 1,8 liter Duratorq TDCi | 4         | 8       | 92            | 125           | 320 / 340*       | 6-traps handgeschakeld | NL: leverbaar tot en met modeljaar 2008                             |
| 2,0 liter Duratorq TDCi | 4         | 16      | 85            | 115           | 300 / n.n.b.*    | 6-traps handgeschakeld | NL: leverbaar vanaf modeljaar 2008.5 - BE: niet leverbaar           |
| 2,0 liter Duratorq TDCi | 4         | 16      | 96            | 130           | 320 / 340*       | 6-traps automatisch    | NL: leverbaar tot en met modeljaar 2008                             |
| 2,0 liter Duratorq TDCi | 4         | 16      | 96            | 130           | 320 / 340*       | 6-traps handgeschakeld | NL en BE: niet leverbaar                                            |
| 2,0 liter Duratorq TDCi | 4         | 16      | 103           | 140           | 320 / 340*       | 6-traps handgeschakeld |                                                                     |
| 2,0 liter Duratorq TDCi | 4         | 16      | 103           | 140           | 320 / 340*       | 6-traps automatisch    | NL: leverbaar vanaf modeljaar 2008.5 - BE: niet leverbaar           |
| 2,2 liter Duratorq TDCi | 4         | 16      | 129           | 175           | 400 / 420*       | 6-traps handgeschakeld | leverbaar vanaf modeljaar 2008.5                                    |

*=kortstondige overboost

#### Opmerkingen
- De 2,3 liter benzinemotor is gezamenlijk ontwikkeld door Ford en Mazda.
- De 2,5 liter benzinemotor is afkomstig van Volvo.
- De 2,0 en 2,2 liter dieselmotoren zijn afkomstig van het Franse PSA.

### Modificaties per modeljaar

#### Modeljaar 2008
- 2,3 liter Duratec HE leverbaar
- Kleur houtinleg Ghia gewijzigd
- Afstandsbediening voor auto's met FordPower button of KeyFree systeem gewijzigd
- Vanaf eind december 2007: update Convers+ software met nieuwe functionaliteit (momentaan verbruik, instellen ESP)
- Vanaf half januari 2008: update dvd navigatie software met nieuwe functionaliteit

#### Modeljaar 2008.5
- 2,2 liter Duratorq TDCi leverbaar
- Titanium S / S-Pack leverbaar
- Wijziging EasyFuel systeem (tankdop afsluitbaar via centrale vergrendeling)
- Wijzigingen in leverbare kleuren
- Modificatie achterklep hatchback omdat bij regen water in de kofferbak liep
- Vanaf april 2008: update dvd navigatie software met vele bugfixes
- Vanaf mei 2008: rechte dubbele uitlaat bij 2.5 liter Duratec HE Turbo en 2,2 liter Duratorq TDCi i.c.m. Styling Pack

### Internationale varianten

#### Basis uitrustingsniveau
In sommige Europese landen is er onder de Trend uitvoering nog een lager uitrustingsniveau leverbaar. In Duitsland heet deze variant Ambiente en is hij uitsluitend verkrijgbaar als wagon. In het Verenigd Koninkrijk heet de basis-uitvoering Edge, terwijl hij in Ierland als LX wordt verkocht.
Ten opzichte van de Nederlandse en Belgische basisuitvoering Trend ontbreken in deze uitvoering extra's als elektrisch bedienbare achterportierramen, Dual Zone automatische airconditioning en mistlampen vóór.
In de meeste landen van Europa is de Trend echter de basisuitvoering. In het Verenigd Koninkrijk en Ierland wordt deze uitvoering als Zetec verkocht.

#### Australië en Nieuw-Zeeland
In Australië en Nieuw-Zeeland is de wagon niet leverbaar. Er is wel een sportieve XR5-variant leverbaar met 2.5 turbo motor, styling pakket en enkele andere sportieve opties, die erg lijkt op de Europese Titanium S variant.

#### China
De Chinese versie van de derde generatie Mondeo wijkt op punten af van de versie zoals deze in de rest van de wereld wordt aangeboden. Zo beschikt de Chinese versie over led-achterlichten, richtingaanwijzers in de buitenspiegels en ontbreekt een dakantenne. De Chinese variant is niet verkrijgbaar met een dvd-navigatie systeem, in plaats daarvan kan echter een dvd-videospeler gemonteerd worden in de middenconsole. In China wordt alleen de 4-deurs versie geleverd, die lokaal wordt geassembleerd.

## Vijfde generatie (Mk5; 2014-2022, Modelcode CD391)

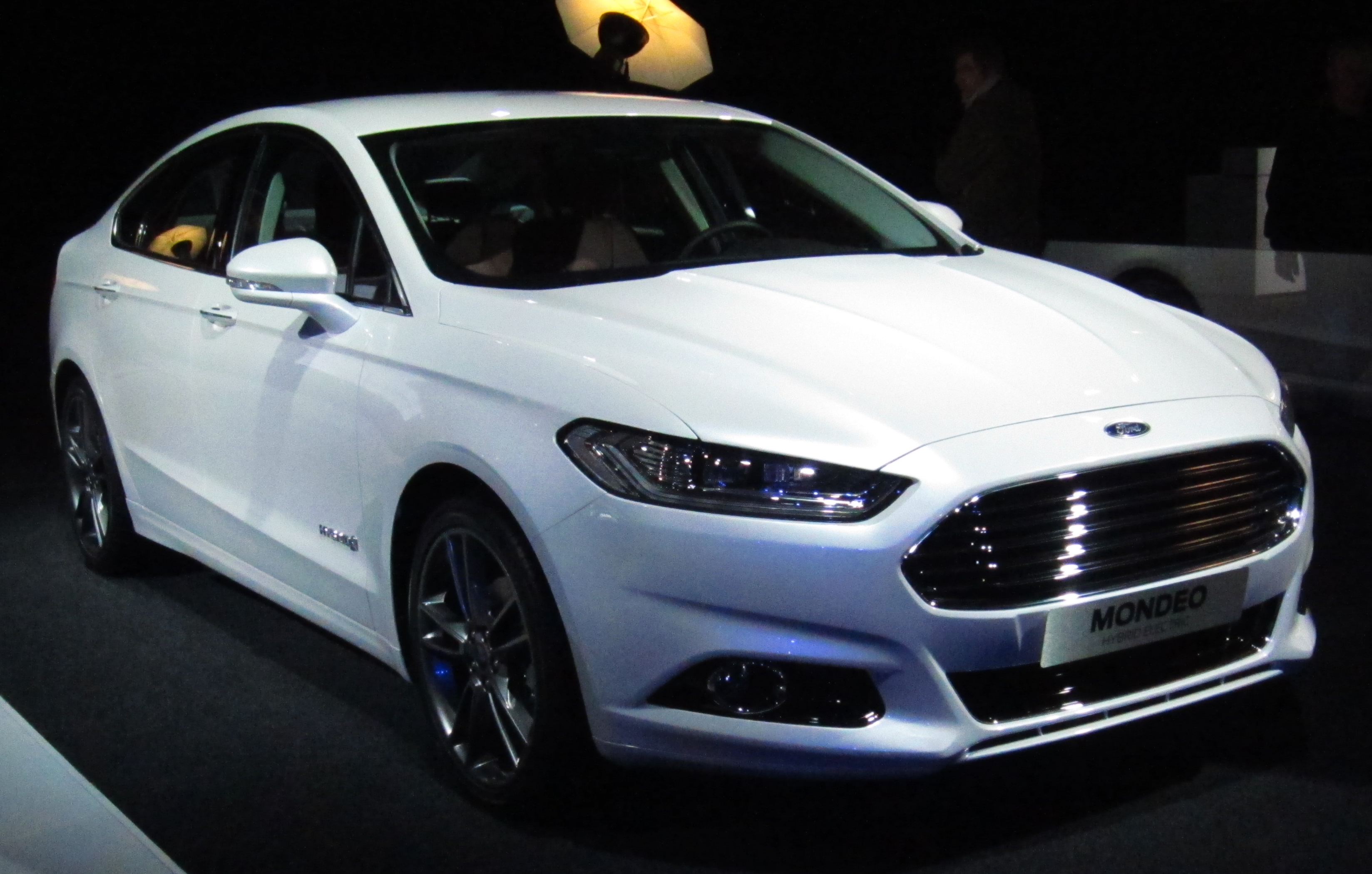
Ford Mondeo (Mk5)

De Ford Mondeo die eind 2014 uitkwam is identiek aan de Amerikaanse Ford Fusion die al in 2013 is uitgekomen.
Pas in 2019 kwam de wagon als Hybride beschikbaar.
In 2021 maakte Ford bekend dat de productie van de Mondeo stopt in maart 2022 en dat er geen opvolger gepland wordt.

### Motoren

#### Benzine
| Motor        | Cilinders | Kleppen | Vermogen [kW] | Vermogen [pk] | Max. koppel [Nm] | Versnellingsbak                          | Opmerkingen             |
| ------------ | --------- | ------- | ------------- | ------------- | ---------------- | ---------------------------------------- | ----------------------- |
| 1.0 EcoBoost | 3         | 12      | 92            | 125           | 170              | 6-traps handgeschakeld                   | Euro 6; 2015-2018       |
| 1.5 EcoBoost | 4         | 16      | 118           | 160           | 240              | 6-traps handgeschakeld, 6-traps automaat | Euro 6; 2014-2018       |
| 1.5 EcoBoost | 4         | 16      | 121           | 165           | 242              | 6-traps handgeschakeld, 6-traps automaat | Euro 6d-TEMP; 2018-2019 |
| 2.0 EcoBoost | 4         | 16      | 149           | 203           | 345              | 6-traps automaat                         | Euro 6; 2014-2018       |
| 2.0 EcoBoost | 4         | 16      | 176           | 240           | 345              | 6-traps automaat                         | Euro 6; 2014-2018       |

#### Hybride
| Motor                             | Cilinders | Kleppen | Vermogen [kW] | Vermogen [pk] | Max. koppel [Nm] | Versnellingsbak  | Opmerkingen                    |
| --------------------------------- | --------- | ------- | ------------- | ------------- | ---------------- | ---------------- | ------------------------------ |
| 2.0 TiVCT Hybrid Electric Vehicle | 4         | 16      | 103           | 187           | 173              | 5-traps automaat | Euro 6-d Temp; 96-108 g/km CO2 |

#### Diesel
| Motor                     | Cilinders | Kleppen | Vermogen [kW] | Vermogen [pk] | Max. koppel [Nm] | Versnellingsbak                          | Opmerkingen                 |
| ------------------------- | --------- | ------- | ------------- | ------------- | ---------------- | ---------------------------------------- | --------------------------- |
| 1.5 Duratorq TDCi         | 4         | 8       | 88            | 112           | 270              | 6-traps handgeschakeld                   | Euro 6; 2015-2018           |
| 1.6 Duratorq TDCi         | 4         | 8       | 85            | 115           | 270              | 6-traps handgeschakeld                   | Euro 6; 2014-2015           |
| 2.0 Duratorq TDCi         | 4         | 16      | 110           | 150           | 350              | 6-traps handgeschakeld, 6-traps automaat | Euro 6; 2014-2019           |
| 2.0 Duratorq TCDi AWD     | 4         | 16      | 110           | 150           | 350              | 6-traps handgeschakeld, 6-traps automaat | Euro 6; 2014-2019           |
| 2.0 Duratorq TDCi         | 4         | 16      | 132           | 180           | 400              | 6-traps handgeschakeld, 6-traps automaat | Euro 6; 2014-2019           |
| 2.0 Duratorq TCDi AWD     | 4         | 16      | 132           | 180           | 400              | 6-traps handgeschakeld, 6-traps automaat | Euro 6; 2014-2019           |
| 2.0 Duratorq BiTurbo TDCi | 4         | 16      | 154           | 209           | 450              | 6-traps automaat                         | Euro 6; 2015-2018           |
| 2.0 Ford EcoBlue          | 4         | 16      | 112           | 150           | 370              | 8-traps automaat                         | Euro Fase 6,2; 130 g/km CO2 |
| 2.0 Ford EcoBlue AWD      | 4         | 16      | 112           | 150           | 370              | 6-traps handgeschakeld                   | Euro Fase 6,2; 130 g/km CO2 |

## Trivia
- In 1993 werd een stripverhaal uitgebracht ter promotie van de Mondeo, getekend door Jeff Broeckx.
- Vanaf de eerste generatie wordt de Europese versie van de Mondeo gebouwd in de Fordfabriek te Genk (België), waar Ford een van de belangrijkste werkgevers was in de regio.
- In de BRL V6 competitie wordt met speciaal aangepaste Mondeo's van de tweede generatie gereden.
- Op 29 juni 2007 werd de vier miljoenste Mondeo gebouwd in Genk.[1] Het betreft hier een model van de derde generatie.
- Per dag werden in Genk 860 Mondeo's gebouwd.[1]
- Ford is van plan om vanaf eind 2008 eveneens Mondeo's te gaan bouwen in het Russische Sint-Petersburg.[5] Men wil hiermee in de groeiende vraag vanuit Oost-Europa en Azië voorzien en de druk op de Genkse fabriek verlagen.
- Aan het begin van de film Casino Royale rijdt James Bond in een Mondeo Titanium hatchback 2.5T in de kleur Tonic met stylingpakket. De film kwam in november 2006 uit en het was de eerste keer dat een productiemodel van de derde generatie aan het publiek werd getoond. Rond dezelfde tijd liet Ford op de diverse Europese autobeurzen nog een prototype zien van een Mondeo Wagon, dat afweek van de uiteindelijke productieversie. De auto in Casino Royale is volledig met de hand in elkaar gezet.
- De derde generatie Mondeo was een van de kanshebbers voor de titel Auto van het Jaar 2008. In de laatste ronde moest de Mondeo de Fiat 500 en Mazda 2 voor zich laten.
- Voormalig en wijlen frontzanger van QUEEN, Freddie Mercury, en gitarist Brian May, worden geassocieerd met de Mondeo door het gebruik van nummers van beide artiesten uit hun solowerk. In het geval van Mercury, betreft het twee nummers die hij zong met operazangeres Montserrat Caballé, meer bepaald "Barcelona (single)" en "Guide me Home". Van Brian May betrof het het catchy rocknummer Driven by You.
- Een fervent liefhebber van Ford is acteur Harrison Ford, die voor diverse Mondeo-commercials (meestal in combinatie met muziek van Freddie Mercury) present tekende.